# Тут Родос, тут стрибай

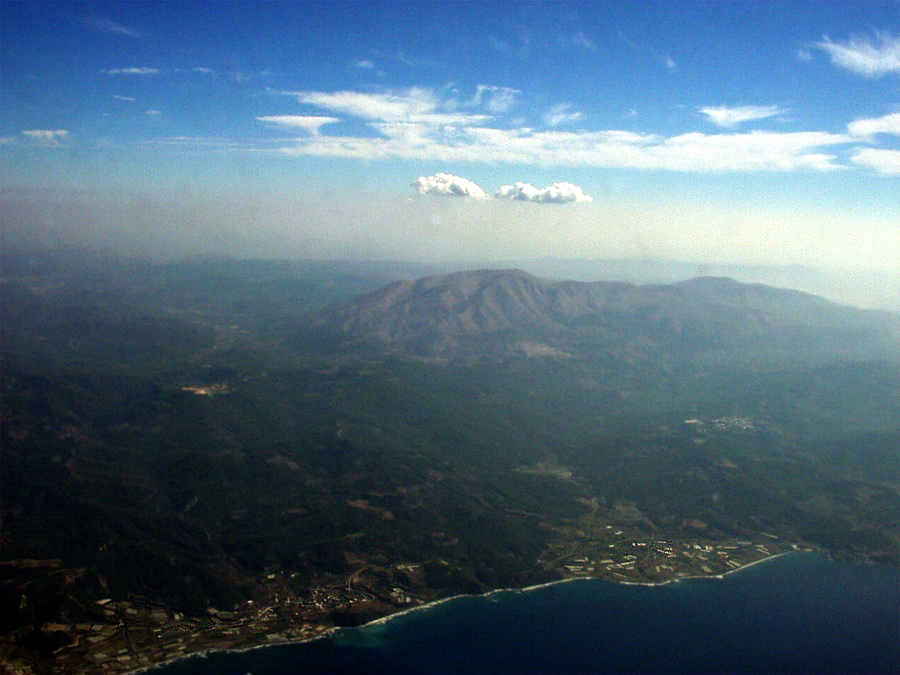
Острів Родос

Тут Родо́с, тут стрибай (лат. Hic Rhodus, hic salta) — вислів із байки Езопа «Хвалько».

| П'ятиборець, якому громадяни раз у раз закидали, що він боягуз, вихвалявся численними подвигами, зокрема таким своїм стрибком на Родосі, якого не зробив би жоден з переможців на Олімпійських іграх. Він додав, що це засвідчили б усі, хто там був, якби вони прибули сюди. Та хтось із присутніх сказав у відповідь: «Але який же бо ти! Коли це правда, то ніяких тобі свідків не потрібно! Тут Родос, тут стрибай!». Всяке слово зайве, коли щось можна довести ділом.[1] |
Вираз часто цитують латинською мовою: «Hic Rhodus, hic salta».

## Значення вислову
Вислів «Тут Родос, тут стрибай» вживають, щоб «осадити» людину, яка занадто захопилася похвалами своєї персони, але в реальному житті, на ділі, не підкріплює це справами. Коротко: «Менше хвалися, а більше дій». У просторіччі фраза вживається досить рідко, частіше це робить публіцистика та преса.